# 本邁希迪
36°46′19″N 7°54′19″E / 36.77194°N 7.90528°E

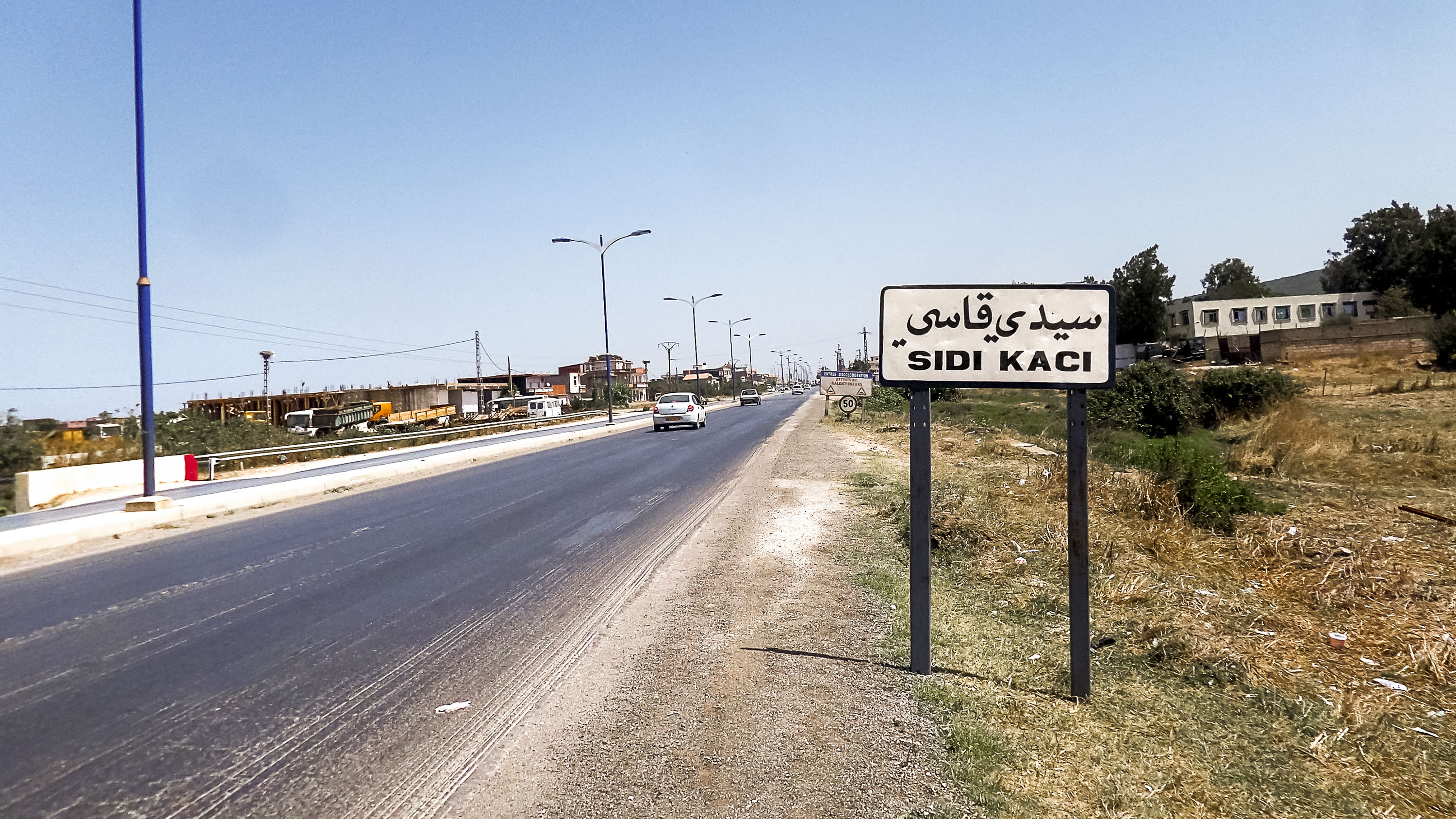
本邁希迪

本邁希迪（阿拉伯语：‎），是阿爾及利亞的城鎮，位於該國東北部，由塔里夫省負責管轄，是本邁希迪區的首府，面積151平方公里，海拔高度5米，2008年人口33,262，人口密度每平方公里221人。